# Торпедо (футбольний клуб, Мінськ)
«Торпе́до» (біл. «Тарпеда») — футбольний клуб із Мінська, заснований 1947 року. Нині клуб виступає у Першій Лізі Білорусі. Матчі проводить на стадіоні «Торпедо». Один із найбільш білоруськомовних клубів Білорусі.

## Чемпіонати
- 1947—1991: чемпіонат БРСР серед КФК
- 1991—2004: Вища ліга чемпіонату Білорусі
- 2005: Друга Ліга
- 2006: Кришталевий м'яч (U-18)
- 2007-2013: Чемпіонат Мінська
- 2014-2016: Друга Ліга
- 2016- : Перша Ліга

## Виступав під назвами
- «Торпедо» Мінськ (1947—1998)
- «Торпедо-МАЗ» Мінськ (1999—2002)
- «Торпедо-СКА» Мінськ (2003—2005)
- СДЮШОР «Торпедо-МАЗ» Мінськ (2006)
- «Торпедо-МАЗ» Мінськ (2007—2008)
- «Торпедо» Мінськ (з 2009)

## Титули і досягнення
- П'ятиразовий чемпіон Білоруської РСР (1947, 1962, 1966, 1967, 1969)
- Чотириразовий срібний призер чемпіонатів Білоруської РСР (1950, 1963, 1968, 1983)
- Триразовий бронзовий призер чемпіонату Білоруської РСР (1972, 1976, 1990)
- Триразовий володар Кубка Білоруської РСР (1947, 1962, 1968)
- Фіналіст Кубка Білоруської РСР/Білорусі (1949, 1950, 1967, 1999/2000)
- Переможець команд серед 2-ї ліги (2005)
- Фіналіст Кубка СРСР серед колективів фізичної культури (КФК) — «Кубок мильйонів» (1968)
- Володар Кубка Мінська (2009)

## У культурі
- Білоруський гурт «Чырвоным па Белым» присвятив прихильникам клубу пісню «Загінуўшы клюб».